# Остров (Варашский район)
Остров (укр. Острів) — село в Полицкой сельской общине Варашского района Ровненской области Украины.
До 2020 года входило во Владимирецкий район.
Население по переписи 2001 года составляло 285 человек. Почтовый индекс — 34373. Телефонный код — 3634. Код КОАТУУ — 5620880603.